# Rodríguez (cognome)

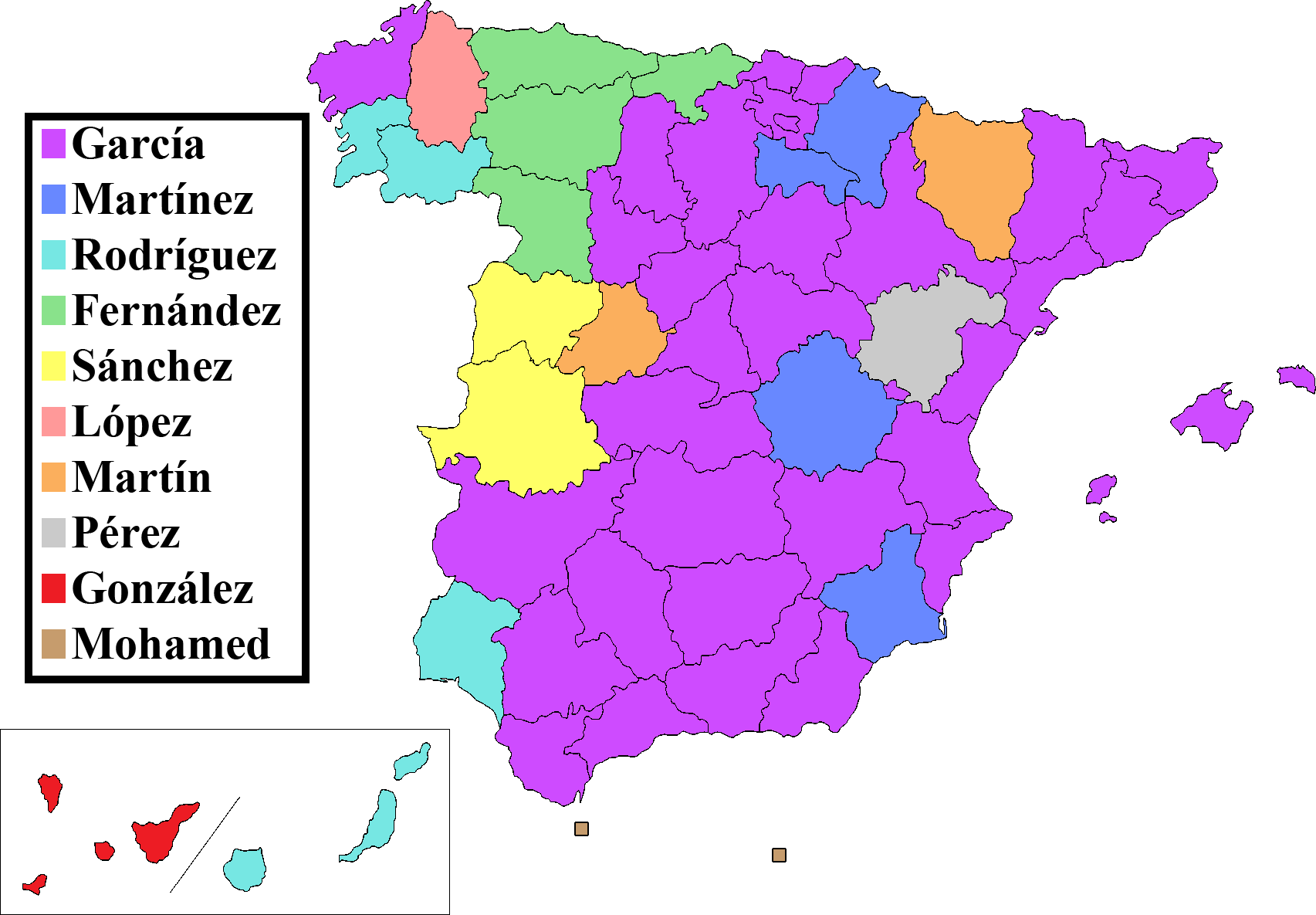
Distribuzione dei cognomi più diffusi nelle province spagnole. Rodríguez è il più frequente in quelle di Orense, Pontevedra, Huelva e Las Palmas.

Rodríguez è un cognome di lingua spagnola.

## Varianti
Rodrigues, Rodriquez

## Origine e diffusione
Dal nome Rodrigo, a sua volta derivato dal protogermanico Hrōþirīkaz («ricco di gloria»), latinizzato in  Rodericus.
Patronimico originario dell'antico Regno di León (attuale Spagna, dov'è uno dei più frequenti tra la popolazione). La sua origine risale al medioevo, probabilmente a prima dell'XI secolo. 
La desinenza -ez, si relaziona a toponimi antichi della penisola iberica. Altre fonti sostengono invece la possibile derivazione dei suffissi -ez, -iz, -az (Rodríguez, Ruiz, Díaz) dal genitivo latino di terza declinazione -is, ma la teoria è discussa.
Nel 2013 era portato come primo cognome da 899 959 spagnoli ed era il terzo più comune. Anche altri paesi ispanofoni il cognome Rodríguez è uno dei più diffusi: in Colombia occupa il primo posto, in Argentina e Venezuela il secondo, in Messico e Perù il quarto.

## Persone
- Belén Rodríguez, modella e conduttrice televisiva argentina naturalizzata italiana
- Ricardo Rodríguez, calciatore svizzero di origini cilene
- Sergio Rodríguez Gómez, cestista spagnolo